# Кириакос Каравасилидис
Кириакос Каравасилидис с псевдоним капитан Лазос (на гръцки: Κυριάκος Καραβασιλίδης, καπετάν Λαζός) е гръцки общественик и революционер, деец на Гръцката въоръжена пропаганда в Македония от началото на XX век.

## Биография
Кириакос Каравасилидис е роден през 1881 година в село Анастас, край Керасунда (Гиресун). На 16 години заминава за Гърция и се занимава с обработка на мрамор. Завръща се в Понт, но поради преследване от страна на властите, отново отпътува за Гърция в 1905 година. Активно се включва в гръцката въоръжена акция в Македония. По-късно заминава за Русия и се установява в Севастопол. При избухването на Балканската война в 1912 година събира доброволческа чета от 300 понтийски гърци от Русия, с която участва във войната, като се сражава в битката при Бизани и битката при Кукуш през Междусъюзническата война. След войната Каравасилидис убива дееца на ВМОРО Алалов. Връща се в Понт, но отново емигрира в Гърция след загубата на Гръцко-турската война от Гърция. Умира в Драпецона в 1939 година..